# Campionati europei di ciclismo su strada 2019 - Gara in linea maschile Junior
La gara in linea maschile Junior dei Campionati europei di ciclismo su strada 2019, quindicesima edizione della prova, si disputò il 9 agosto 2019 su un circuito di 11,5 km da ripetere 10 volte, per un percorso totale di 115 km, con partenza ed arrivo ad Alkmaar, nei Paesi Bassi. La vittoria fu appannaggio dell'ucraino Andrij Ponomar, che terminò la gara in 2h32'27", precedendo il tedesco Maurice Ballerstedt e l'italiano Andrea Piccolo.
Partenza con 160 ciclisti, dei quali 75 portarono a termine la competizione.

## Squadre partecipanti
| N.         | Cod. | Squadra         |
| ---------- | ---- | --------------- |
| 1-6        | DEU  | Germania        |
| 7-12       | FRA  | Francia         |
| 13-18      | ITA  | Italia          |
| 19-24      | NOR  | Norvegia        |
| 25-30      | DNK  | Danimarca       |
| 31-36      | NLD  | Paesi Bassi     |
| 37-42      | CZE  | Repubblica Ceca |
| 43-48      | UKR  | Ucraina         |
| 49-54      | BEL  | Belgio          |
| 55-60      | ESP  | Spagna          |
| 61-64      | SWE  | Svezia          |
| 65-70      | LUX  | Lussemburgo     |
| 71-75      | SVN  | Slovenia        |
| 76-81      | IRL  | Irlanda         |
| 82-86, 160 | EST  | Estonia         |
| 87-92      | RUS  | Russia          |
| 93-95      | AUT  | Austria         |

| N.      | Cod. | Squadra     |
| ------- | ---- | ----------- |
| 96-98   | AZE  | Azerbaigian |
| 99-101  | BLR  | Bielorussia |
| 102-104 | BGR  | Bulgaria    |
| 105-106 | CRO  | Croazia     |
| 107-108 | FIN  | Finlandia   |
| 109-111 | GEO  | Georgia     |
| 112-113 | HUN  | Ungheria    |
| 114-115 | ISL  | Islanda     |
| 116-118 | ISR  | Israele     |
| 119-124 | LAT  | Lettonia    |
| 125-130 | LTU  | Lituania    |
| 131-136 | POL  | Polonia     |
| 137-142 | PRT  | Portogallo  |
| 143-144 | ROM  | Romania     |
| 145-147 | SRB  | Serbia      |
| 148-153 | SVK  | Slovacchia  |
| 154-159 | SWI  | Svizzera    |

## Ordine d'arrivo (Top 10)
| Pos. | Corridore           | Squadra     | Tempo    |
| ---- | ------------------- | ----------- | -------- |
| 1    | Andrij Ponomar      | Ucraina     | 2h32'27" |
| 2    | Maurice Ballerstedt | Germania    | a 21"    |
| 3    | Andrea Piccolo      | Italia      | s.t.     |
| 4    | Enzo Leijnse        | Paesi Bassi | s.t.     |
| 5    | Marco Brenner       | Germania    | a 38"    |
| 6    | Mathias Vacek       | Rep. Ceca   | a 43"    |
| 7    | Olav Kooij          | Paesi Bassi | s.t.     |
| 8    | Casper van Uden     | Paesi Bassi | s.t.     |
| 9    | Paul Penhoët        | Francia     | s.t.     |
| 10   | Edoardo Zambanini   | Italia      | s.t.     |